# Мет Зукри
Метју Чарлс Зукри (енгл. Matthew Charles Czuchry; 20. мај 1977) је амерички глумац. Познат је по улогама Логана Ханцбергера у телевизијској серији ВБ  "Гилморове" (2005–07) и Кари Агос у телевизијској драми ЦБС "Добра жена" (2009–16). Тренутно глуми др Конрада Хокинса, главног лика, из Фоксове медицинске драмске серије Специјализант (2018 – данас).

## Детињство и младост
Зукри је рођен у Манчестеру, Њу Хемпшир, и одрастао је у Џонсон Ситију, Тенеси. Његов отац, Ендру Зукри, професор је на Државном универзитету Ист Тенеси, а његова мајка Сандра је домаћица. Украјинског је порекла са очеве стране. Има два брата и сестру.
Завршио је средњу школу  „Сајнс Хил“ 1995. године где је те године био државни првак у припремном тенису у Тенесију. Зукри је 1999. године са изванредним успехом завршио основне студије из области историје и политичких наука на Чарлстон колеџу. Победио је на избору „Господин универзитета“ 1998. г. на Чарлстон колеџу. Зукри је похађао колеџ помоћу тениске стипендије, био је капетан мушке тениске репрезентације и био је играч НЦАА-е рангиран на Јужној Конференцији.

## Каријера

### Телевизијске улоге
Зукри је био у позоришној секцији на колеџу, а професор га је охрабрио да промени смер, да оде на драму. Током његове прве улоге у ВБ-у "Млади Американци" упознао је Кејт Босворт, са којом је био у вези од 2000. до 2002. године. Имао је гостујуће улоге у серијама „Лудаци и штребери“, „Седмо небо“, „Вежба“, „Вероника Марс“ и „Фрајдеј најт лајтс“. Након што се поново појавио у телевизијској драми ЦБС „Хак“ и глумио УПН пилота Џејка 2.0, Зукри је 2004. године добио улогу којом се пробио, као Логан Ханцбергер у телевизијској серији „Гилморове“. Његова улога је била повратна током пете сезоне серије, током шесте сезоне је унапређена у редовну улогу .
Од 2009. до 2016. Зукри је глумио адвоката Карија Агоса у драми ЦБС-а Добра жена. Такође је поновио своју улогу Логана Ханцбергера у Нетфликcовој минисерији, „Гилморове“: Година у животу (2016).
Зукри тренутно глуми у Фоксовој медицинској драмској серији „Специјализант“, која је премијерно изведена 21. јануара 2018. Игра главног лика, Конрада Хокинса. Серија је обновљена за другу сезону 7. маја 2018. године и трећу сезону 25. марта 2019.

### Филмови
Зукри је играо главну улогу у филмској адаптацији филма Такера Макса „Надам се да служе пиво у паклу“.

### Позориште
Од 11. септембра до 28. октобра 2007, Зукри је наступио у представи Венди Васерштајн „Трећи“, са Кристин Лати у „Гефен театар“ позоришту.